# Lana Bojanić
Lana Bojanić (Zagreb, 1992.), hrvatska pjesnikinja. Dobitnica književne nagrade Na vrh jezika 2019. godine i osnivačica Književne grupe 90+. Jedina u toj skupini piše poeziju i prozu. Iz te je skupine nastalo još nekoliko projekata ogranaka, poput Poezije u kavezu, sada imena Učitavanje. Naizmjence ga vode Vigor Vukotić, Martin Majcenović i Lana Bojanić. Organizirali su i Deset sati smaranja. Diplomirala psihologiju u Zagrebu. Odselila se je u Manchester, gdje se bavi istraživačkim radom, epidemiologijom mentalnoga zdravlja.